# かみやたかひろ
かみや たかひろ（本名：神谷 孝広、1961年3月21日 - ）は、日本の漫画家。福島県いわき市出身、血液型B型。
ギャグやシリアス、低い頭身から高い頭身の人物描写と、様々な漫画を描ける。

## 略歴
19歳の時に『週刊ヤングマガジン』（講談社）創刊号（1980年7月2日発行）にてデビュー。
2021年1月、『OH!MYコンブ』の続編である『OH!MYコンブ ミドル』の『モーニング』での連載が発表された。

## 人物
- 自身を「バかみや」と称することもあった。漫画家岩本佳浩、御童カズヒコ、松本久志、はやさかゆうとは友人関係で、『へろへろくん』では自身のみならず、友人達も漫画に登場させていた。元アシスタントに松下幸志がいる。
- テレビゲームやアーケードゲームが好きであり、『ドラゴンクエスト』などのメジャーな作品から『リアルパンチャー』などのマイナーな作品まで幅広いゲームをもとに、作中に架空のゲームを登場させている。

## 作品リスト

### 漫画
- 俺大介！ただ今青春中（週刊ヤングマガジン）[注釈 2]
- 珍念くん
- 笑笑キョンシー
- Dr.天災（コミックボンボン、デラックスボンボン）
- まんが とんねるずのみなさんのおかげです（コミックボンボン、ミスター=ヒロ名義）
- OH!MYコンブ（企画・監修：秋元康、コミックボンボン、デラックスボンボン、全12巻）
  - OH!MYコンブ ミドル（企画・監修：秋元康、モーニング、全1巻）
- へろへろくん（コミックボンボン、デラックスボンボン、テレビマガジン）
- 金持ちマン（コミックボンボン、読み切り）
- 魔界王子プリマオ（ケロケロエース）
- モチモチ（ちゃぐりん）2012年5月号から連載開始
- タイニャーマスク（共同通信社発信、地方新聞掲載）

### キャラクターデザイン
- 「クイズ&ゲーム太郎と花子」 -　番組キャラクターを番組中期から担当